# Redukcja wolnopowietrzna
Redukcja wolnopowietrzna, lub redukcja Faye’a – redukcja stosowana w grawimetrii w celu zredukowania pomierzonej siły ciężkości w danym punkcie do powierzchni odniesienia (elipsoidy), bez uwzględnienia mas znajdujących się między punktem pomiaru a powierzchnią odniesienia.

## Wyprowadzenie wzoru na redukcję dla Ziemi
- Na podstawie prawa powszechnego ciążenia:

{\displaystyle g_{0}={\frac {kM}{R^{2}}}}
{\displaystyle g_{h}={\frac {kM}{(R+h)^{2}}}}
{\displaystyle R} – promień Ziemi
{\displaystyle M} – masa Ziemi
{\displaystyle k} – stała grawitacji
{\displaystyle \delta _{1}g=g_{0}-g_{h}=kM\left[{\frac {1}{R\cdot R}}-{\frac {1}{(R+h)^{2}}}\right]={\frac {kM}{R^{2}}}\left[1-{\frac {R\cdot R}{(R+h)\cdot (R+h)}}\right]=g_{0}\left[1-{\frac {1}{\left(1+{\frac {h}{R}}\right)^{2}}}\right]}
- Po rozłożeniu {\displaystyle \left(1+{\frac {h}{R}}\right)^{2}} w dwumian Newtona i pominięciu wyrazów wyższych rzędów:

{\displaystyle \delta _{1}g={\frac {2g_{0}}{R}}h}
Przyjmując:
{\displaystyle g_{0}} = 9,81 m/s²
{\displaystyle R} = 6 371 000 m
otrzymujemy
{\displaystyle \delta _{1}g=h\cdot 3,08/10^{6}}
gdzie {\displaystyle \delta _{1}g} jest wyrażone w metrach na sekundę kwadrat, a {\displaystyle h} w metrach.